# Castlevania: Legacy of Darkness
Castlevania Legacy of Darkness (悪魔城ドラキュラ黙示録外伝 LEGEND OF CORNELL, Akumajō Dorakyura Mokushiroku: Gaiden ~Rejendo obu Kōneru~ traducido de forma literal como Devil's Castle Dracula Apocalypse: Supplementary Story ~Legend of Cornell~) es un videojuego desarrollado y publicado por Konami para Nintendo 64. Pertenece a la serie Castlevania y es una precuela del videojuego Castlevania 64, publicado con anterioridad también para Nintendo 64 pero con una historia posterior dentro de la saga.
Castlevania: Legacy of Darkness salió al mercado el 30 de noviembre de 1999 en Norteamérica, el 25 de diciembre de 1999 en Japón y el 3 de marzo de 2000 en Europa, siendo el segundo y último juego de la serie Castlevania que llegó a Nintendo 64.
El juego incluye como extra la misma aventura de Castlevania 64 una vez terminado el modo historia.

## Argumento
En el año 1844, el hombre-lobo Cornell emprende una búsqueda para evitar que su hermana adoptiva, Ada, sea utilizada como un sacrificio para resucitar al Conde Drácula. El juego inicia con Cornell llegando a su pueblo, que ha sido reducido a cenizas por los secuaces de Drácula. Se encuentra el pendiente de Ada en el portal de una de las casas y sigue su olor hasta el castillo de Drácula.
Ayudado por un demacrado viajero que lo lleva hasta el Lago de la Niebla, y de allí al Barco Embrujado, donde enfrenta a su primer enemigo, un dragón acuático, y logra derrotarlo fácilmente, con lo que puede avanzar al tétrico Bosque del Silencio.
Tras pasar por la Muralla de Castillo, Cornell se encuentra con una gran finca propiedad de la familia Oldrey: J.A. Oldrey, el señor de la Villa, María, su esposa, y Henry, su hijo. Sin embargo, descubre que Gilles de Rais y Actrise han convertido al señor Oldrey en un vampiro. A petición de María, Cornell guía al niño Henry a un lugar seguro. Más tarde, Henry vuelve a Castlevania para salvar a unos niños secuestrados.
Después, Cornell tendrá que recorrer las antiguas torres repletas de abominables seres al servicio de Drácula, entre ellas la Pared exterior del Castillo, la Torre del Arte, Torre del Duelo, Torre de la Ciencia, Torre de la Ejecución, Torre de las Ruinas, Torre del Reloj y al final subir por las escaleras hasta la Fortaleza, la torre más alta de Castlevania.
Durante el juego, Cornell se encuentra con su rival y compañero hombre-bestia, Ortega. Ortega se ha aliado con Drácula para derrotar finalmente Cornell en combate, convirtiéndose en una quimera. Después de derrotar a Ortega, y luchar contra la Muerte, Cornell enfrenta y derrota a Drácula y salva a su hermana Ada. Esto último lo logra a costa de sacrificar sus poderes de hombre lobo. Sin conocimiento del héroe, la adquisición de este poder era el verdadero objetivo de las fuerzas oscuras, ya que este era el sacrificio perfecto (no Ada, como Cornell había asumido) para resucitar a Drácula en su máximo poder.
El juego termina con Actrise, Guilles de Rais y la Muerte siendo testigos del ritual de resurrección, utilizando los poderes de hombre-lobo arrebatados a Cornell para traer en su forma perfecta y en un nuevo cuerpo al señor oscuro: Drácula (que será Malus en Castlevania 64)

## Desarrollo
Legacy of Darkness era una continuación del primer intento de Konami (Castlevania, también publicado en 1999) para crear un Castlevania 3D. Oficialmente se conoce como una "Edición Especial" del juego original, para conocer más a fondo la visión de los diseñadores del juego. Por ejemplo, Cornell estuvo presente en el desarrollo inicial de Castlevania 64, pero finalmente fue eliminado antes del lanzamiento del juego. 
El enfoque principal de Legacy of Darkness es una nueva historia (una precuela de las aventuras de Carrie y Reinhardt) en el que se exploran nuevos niveles con Cornell, así como los niveles rediseñados de Castlevania 64. Los niveles de Castlevania 64 no han sido cambiados de manera drástica (como la Villa) y a menudo se puede navegar con un rompecabezas diferente, nuevo o novedosa función. Las misiones de Carrie y Reinhardt son un bonus secundario, y sólo pueden ser desbloqueadas después de completar las dos misiones, con Cornell y Henry. En las misiones con Carrie y Reinhardt faltan sus voces, algunas escenas y los diseños originales de los niveles de Castlevania 64 (debido a falta de almacenamiento en el cartucho), pero ambos personajes pueden recorrer los nuevos niveles diseñados (de las misiones de Cornell y Henry). Son pocos y de menor importancia los detalles que se han eliminado, como el efecto de sonido demoníaco utilizado cuando la muerte invoca a las barracudas gigantes a través de los portales de pentagrama y la animación de la mujer vampiro jefe en La Villa cuando después de recibir daño retrocede lentamente. Sus misiones también cuentan con nuevos jefes, como Medusa y la Reina de las Arañas (que se libran en busca de Henry también).
En el control de herencia de los personajes del juego, la cámara y velocidad de fotogramas se simplificaron. El juego también soporta el accesorio opcional, el Expansion Pak de Nintendo 64, que permite una opción en la que las texturas de animación se muestren en una resolución más alta. Sin embargo, este modo está plagado de problemas de velocidad de fotogramas. Legacy of Darkness también cuenta con varias adiciones de menor importancia, como un traje alternativo para Cornell y los nuevos trajes alternativos para Carrie y Reinhardt (sus trajes originales de Castlevania 64).